# رينيه غروت
رينيه غروت (بالألمانية: René Groth)‏ (9 يونيو 1972 في ألمانيا - ) هو لاعب كرة قدم ألماني (وحمل سابقاً جنسية ألمانيا الشرقية) في مركز الدفاع. لعب مع دينامو دريسدن ولوكوموتيف لايبزيغ وFSV Zwickau ‏.

## وصلات خارجية
- رينيه غروت على موقع قاعدة بيانات كرة القدم.إي يو (الإنجليزية)
- رينيه غروت على موقع بيانات كرة القدم. دي إي (الألمانية)
- رينيه غروت على موقع عالم كرة القدم.نت (الإنجليزية)